# 1756년
1756년은 목요일로 시작하는 윤년이다.

## 연호
- 청(淸) 건륭(乾隆) 21년
- 일본(日本) 호레키(宝暦) 6년
- 후 레 왕조(後黎朝) 까인흥(景興) 17년

## 기년
- 류큐(琉球) 쇼보쿠왕(尚穆王) 5년
- 청(淸) 고종 건륭제(高宗 乾隆帝) 21년
- 조선(朝鮮) 영조(英祖) 32년
- 후 레 왕조(後黎朝) 현종(顯宗) 17년

## 사건
- 7년 전쟁 발발.

## 탄생
- 1월 27일 - 오스트리아의 작곡가 볼프강 아마데우스 모차르트. (~1791년)
- 2월 6일 - 미국의 정치인 에런 버. (~1836년)
- 3월 3일 - 영국의 작가 윌리엄 고드윈. (~1836년)
- 6월 16일 - 러시아의 푸카초프 반란 지도자 살라와트 율라예프. (~1800년)